# Acropora crateriformis
Acropora crateriformis är en korallart som först beskrevs av Gardiner 1898.  Acropora crateriformis ingår i släktet Acropora och familjen Acroporidae. Inga underarter finns listade i Catalogue of Life.